# Els Van Hoof
Els Van Hoof (Leuven, 7 maart 1969) is een Belgisch parlementslid, vrouwenrechtenactiviste en christendemocratisch politica voor de politieke partij CD&V.

## Biografie
Van Hoof liep school aan het Heilig Hartinstituut te Heverlee in de richting Latijn-Grieks. Ze volgde nadien een universitaire opleiding aan de Katholieke Universiteit Leuven en behaalde er in 1991 het diploma van licentiaat in de politieke en sociale wetenschappen. In 1992 behaalde ze nog een master in de Europese overheidsadministratie aan de London School of Economics en in 1993 een licentie in Europees recht aan de Universiteit van Straatsburg.
Na haar studies was ze van 1993 tot 1995 kabinetsadviseur van minister Miet Smet en van 1995 tot 1999 kabinetsadviseur van staatssecretaris Reginald Moreels. Daarna was ze van 1999 tot 2000 fractiemedewerkster van de CVP, de voorloper van CD&V, in het Vlaams Parlement, van 2000 tot 2004 projectverantwoordelijke voor Latijns-Amerika bij de ngo Wereldsolidariteit en van 2004 tot 2008 adviseur op het kabinet Yves Leterme en Kris Peeters, ministers-presidenten van de Vlaamse Regering. Ze was er bevoegd voor gelijke kansen, ontwikkelingssamenwerking en studiedienst.
Binnen de CD&V werd ze actief in de feministische werkgroep Vrouw en Maatschappij, waarvan ze tussen 2003 en 2017 de algemeen voorzitter was. Daarvoor was ze van 1998 tot 2003 arrondissementeel voorzitter van de werkgroep in Leuven.
In oktober 2000 werd ze voor het eerst verkozen voor een publiek ambt, als provincieraadslid voor de provincie Vlaams-Brabant, wat ze bleef tot eind 2006. In 2004 kwam ze in de Leuvense gemeenteraad terecht door opvolging en in 2006 werd ze rechtstreeks verkozen tot gemeenteraadslid. Van 2006 tot 2008 was ze CD&V-fractievoorzitter in de gemeenteraad en voorzitter van de sociale huisvestingmaatschappij Dijledal. Daarna was ze van april 2008 tot februari 2015 schepen van Leuven, bevoegd voor sport, communicatie, handel en landbouw. In 2018 nam ze deel aan de gemeenteraadsverkiezingen in Leuven als tweede op de CD&V-lijst. Ze raakte herkozen en nam in januari 2019 opnieuw een schepenambt op als schepen van Sport, Werk en Middenstand. Van Hoof bleef schepen tot in november 2019 en werd toen weer gemeenteraadslid.
Van maart tot december 2008 kwam ze in de Senaat terecht als opvolgster van staatssecretaris Etienne Schouppe. Ze verliet de Senaat opnieuw nadat Yves Leterme ontslag moest nemen als premier. Van juli 2009 tot juni 2010 was ze opnieuw senator, ditmaal als vervangster van Yves Leterme, die opnieuw minister werd. In maart 2013 werd ze opnieuw rechtstreeks gekozen senator, in opvolging van Rik Torfs, en bleef dit tot aan de verkiezingen van mei 2014. Als senator was Van Hoof lid van de commissie Financiën en Economische Aangelegenheden (2008), lid en ondervoorzitter van het Adviescomité voor Gelijke Kansen voor Mannen en Vrouwen (2008, 2009-2010 en 2013-2014), lid van de commissie Buitenlandse Betrekkingen en Landsverdediging (2009-2010) en lid van de commissie Justitie (2013-2014).
In oktober 2014 volgde ze Koen Geens op als lid van de Kamer. In dit parlement werd ze lid van de Commissies Buitenlandse Zaken, Volksgezondheid en het Adviescomité Maatschappelijke Emancipatie. In die commissies ging ze onder meer de ethische dossiers, gelijke kansen en de situatie in Centraal-Afrika opvolgen. In 2016 werd haar Wet betreffende de Palliatieve Zorgen goedgekeurd. Deze zorgde er onder meer voor dat de termijn van 3 maanden levensverwachting voor thuiszorg werd afgeschaft. In 2018 werd haar Wet betreffende de Genitale Verminking goedgekeurd. Door deze wet werd het beroepsgeheim van artsen opgeheven bij gevallen van genitale verminking en werd het verplicht om genitale verminking op te nemen in het medisch ziekenhuisdossier.
Bij de verkiezingen van mei 2019 werd Van Hoof vanop de tweede plaats van de Vlaams-Brabantse CD&V-lijst herkozen in de Kamer. Ook in juni 2024 werd ze herkozen. Sinds 2019 is Van Hoof voorzitter van de Kamercommissie Buitenlandse Betrekkingen.

## Privéleven
Van Hoof is gehuwd en moeder van twee dochters.